# Volim narodno
Volim narodno je deveti studijski album hrvatskog glazbenika Siniše Vuce. Objavljen je 2004. u izdanju diskografske kuće Croatia Records.

## Popis pjesama
1. "Proklet bio alkohol"  – 3:39
2. "Volim narodno" (s Mitrom Mirićem)  – 3:24
3. "Što mi lomiš dušu?"  – 2:59
4. "Starim"  – 4:02
5. "Eh, da mogu"  – 3:17
6. "Ne pitaj me" (s Džejom Ramadanovskim)  – 4:11
7. "Neka te drugi"  – 4:15
8. "Vrati se, vrati" (s Vesnom Zmijanac)  – 4:20
9. "Maska"  – 2:37